# Albert Hendrik Burghgraef
Albert Hendrik Burghgraef (Oude Pekela, 20 november 1792 - Peize, 28 februari 1855) was een Nederlandse burgemeester.

## Leven en werk
Burghgraef was een zoon van de kapitein Willem Burghgraef en Allegonda van Swinderen. Hij was genoemd naar zijn grootvader van moederskant Albert Hindrik van Swinderen, drost van Westerwolde. Hij was een van de elf jongemannen uit gegoede kringen, die in 1813 ingedeeld werden in de Drentsche Garde d' honneur in het leger van Napoleon. Hij diende zich op 17 mei 1813 te melden bij het kantoor van de prefecture in Groningen met paard of 600 franc. Op 28 juni 1813 werd zijn detachement in Groningen verzameld en op 30 juni vertrokken zij naar Tours om klaargestoomd te worden voor de krijgsverrichtingen in Duitsland. De Drenten, onder leiding van Dubbeld Hemsing van der Scheer (later een van de drie podagristen), namen deel aan de slag bij Leipzig. Daarna nam een deel van hen de benen en vluchtte terug naar Drenthe. Het overblijvende deel werd min of meer als krijgsgevangenen behandeld in Frankrijk en keerde later terug naar Drenthe.
Burghgraef werd in 1852 benoemd tot burgemeester van Peize. Hij overleed aldaar drie jaar later in 1855 op 62-jarige leeftijd.